# 自己愛的防衛
自己愛的防衛（じこあいてきぼうえい、英: Narcissistic defences）とは、自らの理想的な側面を保護し、その側面の限界を否認するプロセスである。そうした人々は、硬直的で融通が利かない傾向がある。彼らは意識的・無意識的にかかわらず、しばしば罪と恥の感情に駆られる。

## 成り立ち
自己愛的防衛は生起する最も早期の防衛機制であり、それは否認、歪曲、投影を含んでいる。ナルシストに広く見られる、人や状況を全て、良いか悪いか白か黒かの観点から見てしまう分裂（スプリッティング）は、また異なる防衛機制である。ナルシストに典型的な、自身を過度に評価する自己愛的防衛は、発達のいかなる段階の前にも生じうる。

## 一連の防衛
ナルシストは自己の痛みを伴う感情を排するために、一般的に以下の一連の防衛を実行する。
1. 無意識的抑圧
2. 意識的否認
3. 歪曲 (誇張や最小化を含む) と虚言
4. 投影 (誰か他者を非難する)
5. 自らの歪んだ考えを支持してくれるであろう、共依存的な友人の助けを一人か二人以上呼ぶ

## フロイト
ジークムント・フロイトは、自己愛的防衛に特に注目していないが、『ナルシシズム論』において言及している。フロイトは自己愛的退行を、自己外対象への愛喪失に対する防衛的応答と見なした。

## クライン
メラニー・クラインは、ナルシシズムにおける投影性同一視と、自己外の対象が傷つくことを知覚することに背く躁的防衛を強調した。クライニアンにとって、ナルシシズムにおける躁的防衛の核心は、ハンナ・シーガルが支配・征服・軽蔑という感情の三つ組と呼んだものの中に存在する。

### ロゼンフェルド
ハーバート・ロゼンフェルドは、自我と対象の分離を意識化することへの自己愛的防衛手段として、投影性同一視と組み合わさった万能の役割を観察した。

## カーンバーグとコフート
クラインに引き続いて、特にオットー・カーンバーグやハインツ・コフートのアメリカの学派を含め、対象関係論は否認や投影性同一視、過度の理想化などのメカニズムの分析を通じて、自己愛的防衛について探求した。カーンバーグは自己愛的防衛の肯定的側面を重要視し、他方コフートもまた、スムーズな成熟過程を経るよう互いにうまくやるために、幼い時期における自己愛的な態勢の必要性を強調した。